# 十八里河站
十八里河站是郑州地铁城郊线的地铁车站，位于中华人民共和国河南省郑州市管城回族区十八里河街道刘东村東北，于2016年8月19日正式启用。
目前城郊線与2号线实行贯通运营，并开行大小交路列车，以孟庄站或郑州航空港站为起讫站的列车会途經本站。遠期9號線独立运营后，该站將發展為2号线和9号线的同台换乘车站。

## 車站結構
十八里河站的主体结构为地下一层车站，B1层为站台层，地面设一座两层建筑，1层为站厅，2层为办公区域。
| 2F  | 办公区   | 车站办公室                                       | 车站办公室                                       | 车站办公室                                       |
| 1F  | 站厅     | 所有出入口、客服中心、自动售票机、行李检查、闸机 | 所有出入口、客服中心、自动售票机、行李检查、闸机 | 所有出入口、客服中心、自动售票机、行李检查、闸机 |
| B1F |          | 未启用                                           | 未启用                                           | 未启用                                           |
| B1F | 岛式站台 | 卫生间                                           | 至站厅                                           |                                                  |
| B1F | █ 城郊线 | 往南四环/2号线贾河 （南四环）                    | 往南四环/2号线贾河 （南四环）                    | 往南四环/2号线贾河 （南四环）                    |
| B1F | █ 城郊线 | 往郑州航空港站 （沙窝李）                        | 往郑州航空港站 （沙窝李）                        | 往郑州航空港站 （沙窝李）                        |
| B1F | 岛式站台 | 卫生间                                           | 至站厅                                           |                                                  |
| B1F | 未启用   |                                                  |                                                  |                                                  |

### 站厅
十八里河站的站厅位于地面1层，设有客服中心、自动售票机、行李检查等设施。站厅由闸机和栏杆分隔为付费区和非付费区，付费区内设有自动扶梯、步梯和无障碍电梯分别连接站厅下的两座站台。

### 站台
十八里河站被规划为2号线与9号线的换乘车站，B1层设两座岛式站台以实现同台换乘。站台均呈南北向，安装有高站台门。目前只启用了内侧的两个站台面，其中西站台的东侧站台面由城郊线下行（南四环/城郊线郑州航空港站方向）列车使用，东站台的西侧站台面由城郊线上行（贾河方向）列车使用。两座站台的北端均设有卫生间。

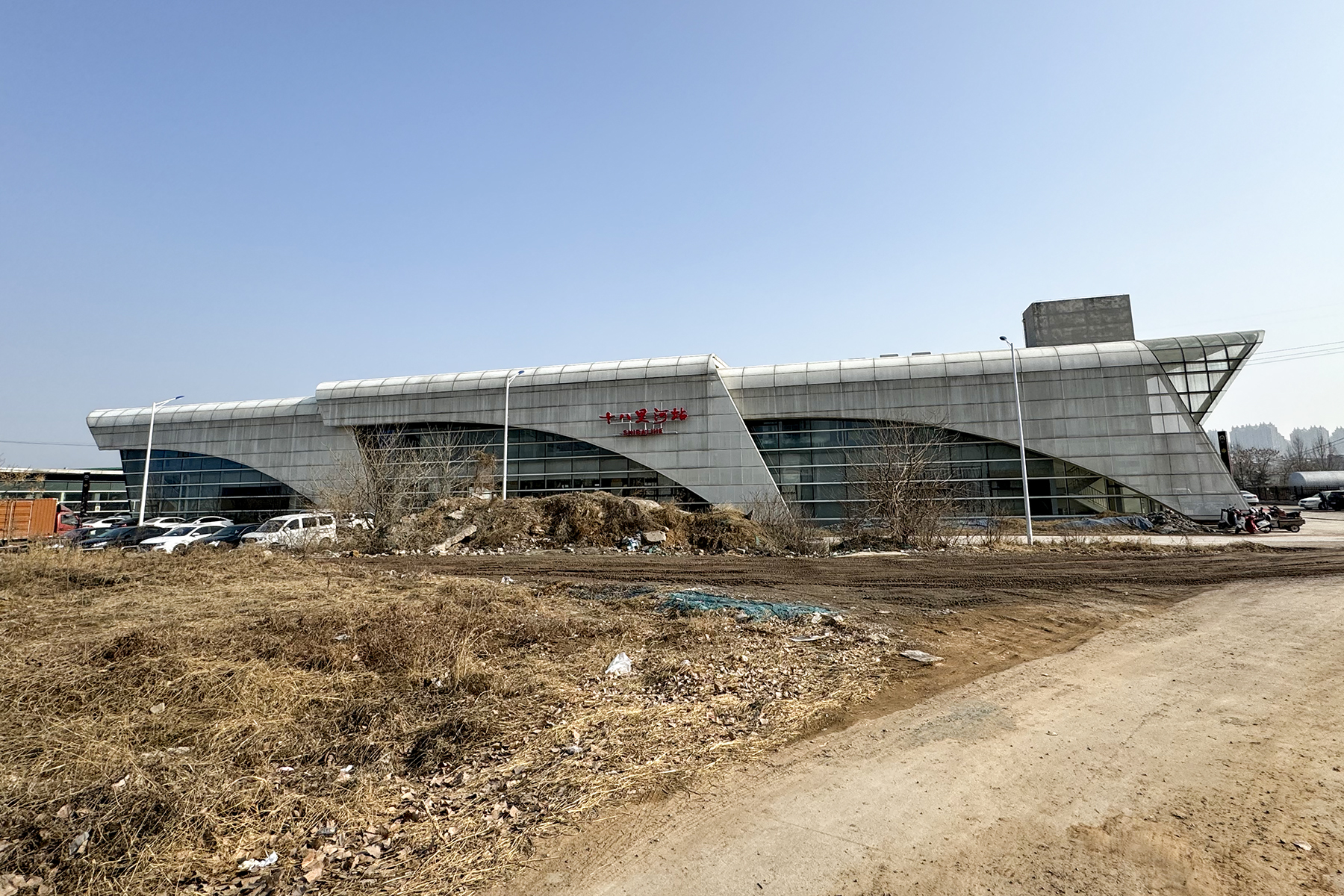
车站外观
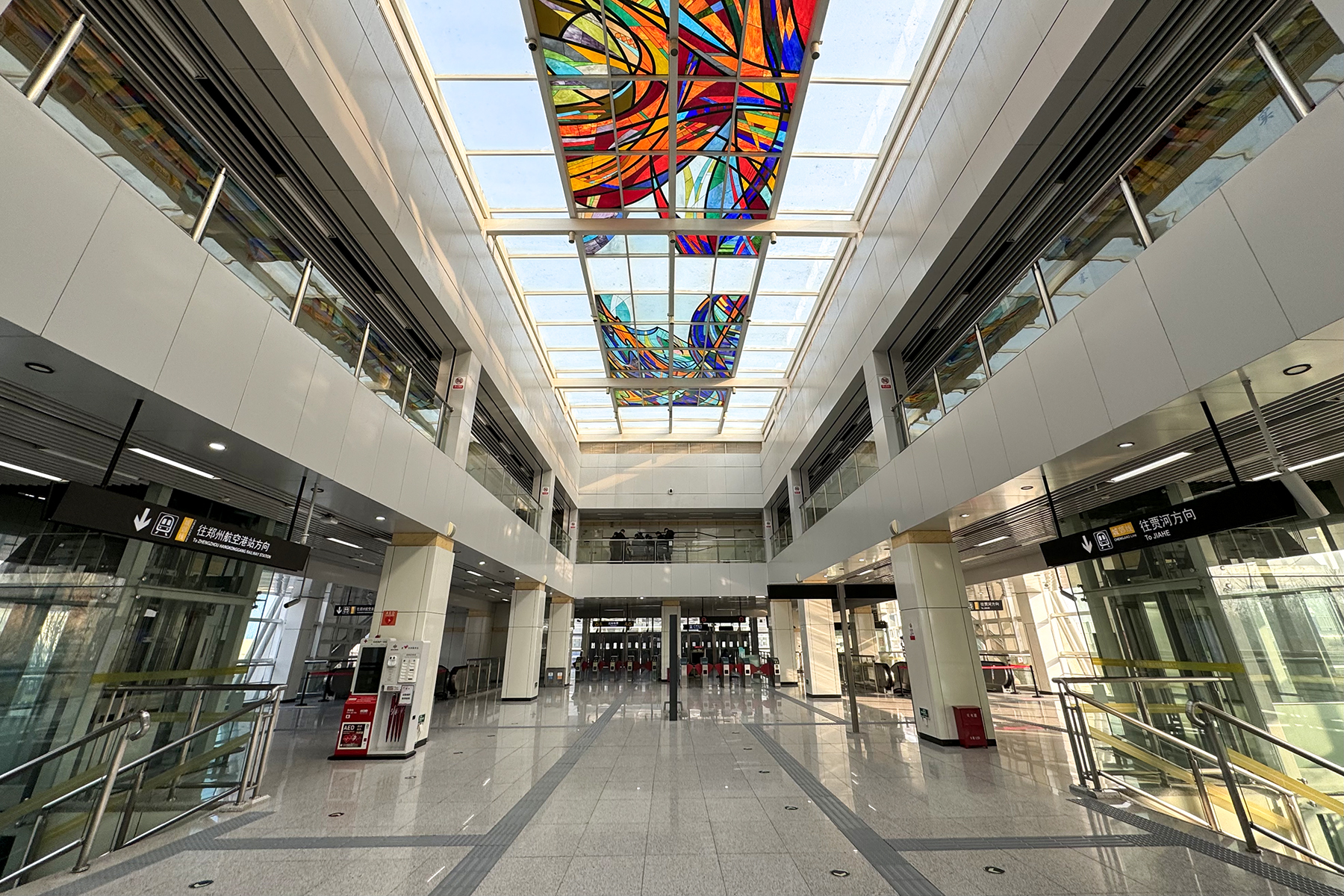
站厅
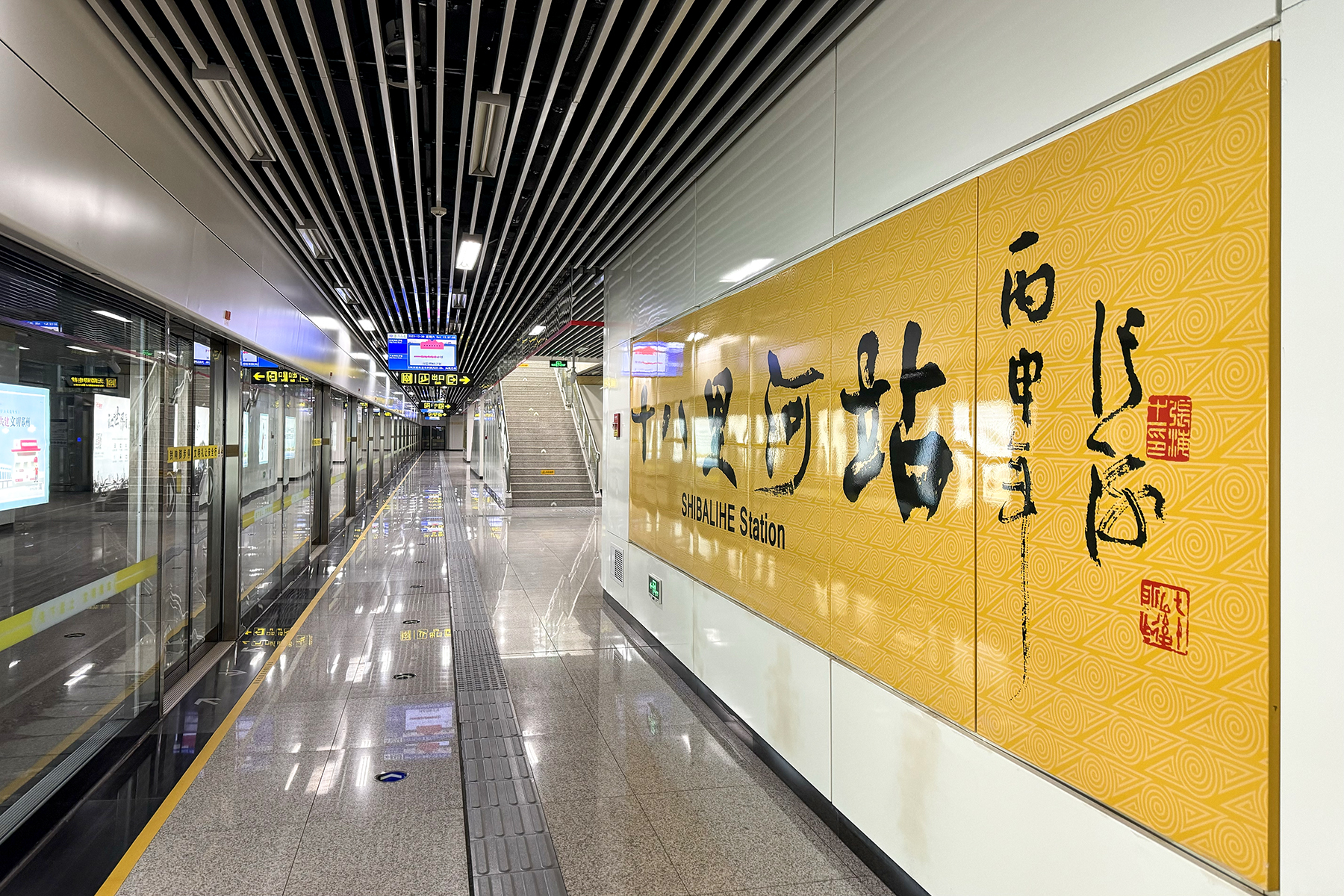
东站台和站台上的站名大字壁
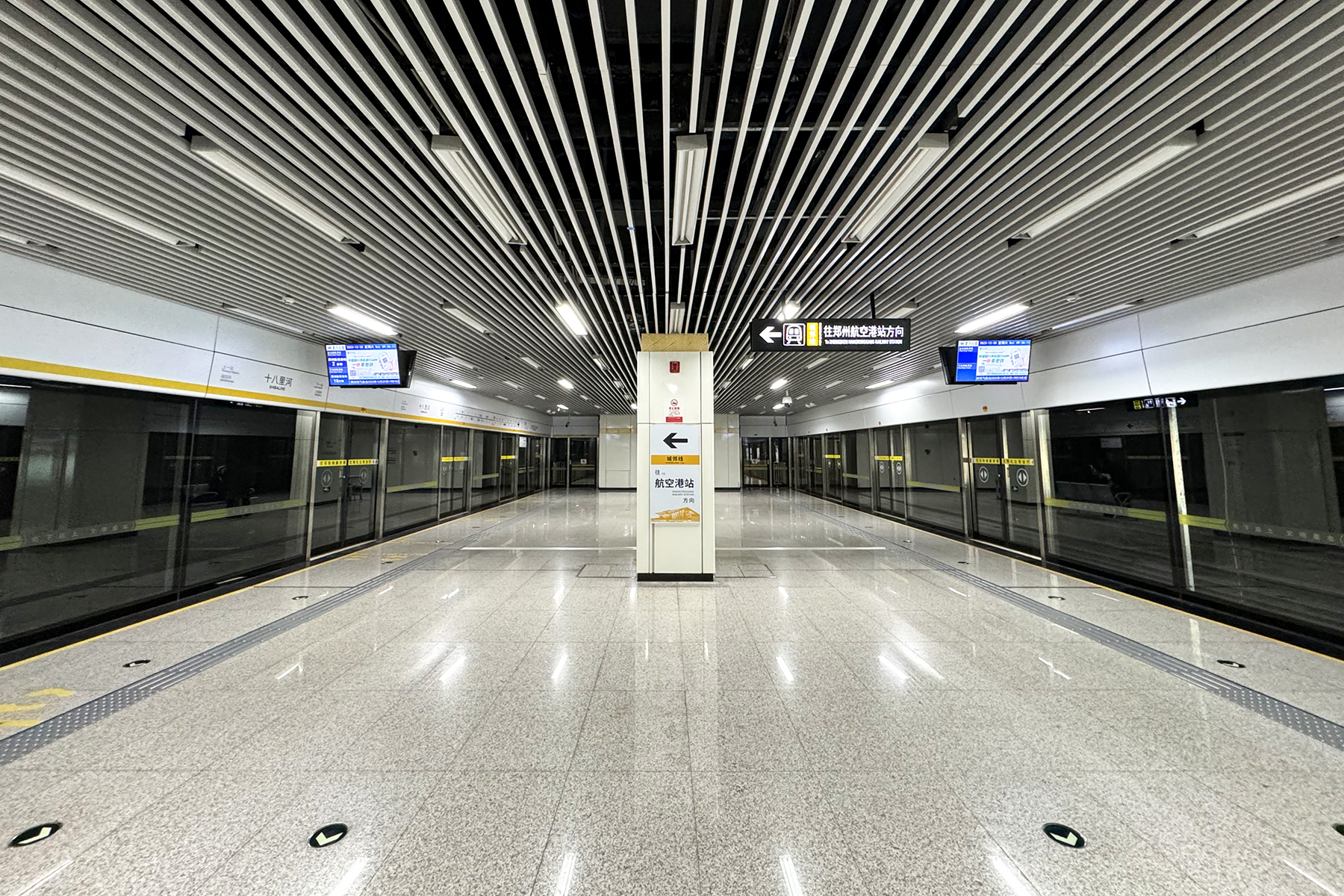
西站台，左侧站台面为未启用的9号线预留站台

### 出入口
十八里河站設有2個出入口，分别为站厅北侧的A口与南侧的B口。
| 编号 | 指示       | 接驳交通 | 图片 |
| ---- | ---------- | -------- | ---- |
|      |            |          |      |
|      | 城南车辆段 |          |      |

## 歷史
2017年1月12日，该站随鄭州地鐵城郊線（南四環 - 新鄭機場段）開通運營。

## 未来规划
根据规划，十八里河站在未来会成为2号线的终点站，以及2号线和9号线的换乘站。目前车站使用中的两个内侧站台面在未来将由2号线使用，而尚未启用的两个外侧站台面在未来将由9号线使用。
| 2F  | 办公区  | 车站办公室                                                   |
| 1F  | 站厅    | 所有出入口、客服中心、自动售票机、行李检查、闸机、车站控制室 |
| B1F | █ 9号线 | 上行列车                                                     |
| B1F | 站台    | 岛式站台                                                     |
| B1F | █ 2号线 | 往贾河 （南四环）                                            |
| B1F | █ 2号线 | 终点站 下客专用                                              |
| B1F | 站台    | 岛式站台                                                     |
| B1F | █ 9号线 | 往郑州航空港站 （沙窝李）                                    |